# Aenigmodes
Aenigmodes é um gênero de mariposa pertencente à família Crambidae.